# Creu de Sant Guillem
|  | Per a altres significats, vegeu «Creu de Sant Guillem (Campins)». |

La Creu de Sant Guillem és una creu de terme del municipi de Llucmajor, Mallorca, situada la ronda Carles V. Amb una alçada de 3,56 m, està composta per una base de planta rectangular de dos petits graons; un fust de secció octogonal; una cartel·la o orla en la qual hi ha escrit a l'anvers: "A Sant Guillem advocat dels desganats" i al revers: "Anno Domini MCMLXVIII"; damunt l'orla un capitell de reduïdes dimensions amb decoració de fulles d'acant; i, a la part superior, un creuer de tipologia llatina de braços rectes amb terminacions en florons i decoració de tipus vegetals entre els braços.
Aquesta creu fou bastida l'any 1968 en substitució d'una altra del segle xvi, la creu d'en Xeriquet, situada davant el desaparegut molí d'en Xeriquet, a l'esquerra de la sortida de Llucmajor cap a Campos abans de travessar la Ronda Carles V, derruït l'any 1972. És una còpia de la creu del Virrei de Palma, situada molt a prop de la plaça Espanya.